# Associação para a Saúde e Desenvolvimento Solidário
A Associação para a Saúde e Desenvolvimento Solidário (ASDS) é uma associação portuguesa sem fins lucrativos, vocacionada para os cuidados de saúde e para o serviço social de cariz médico e psicológico. Visa promover o bem-estar pessoal e social dos seus utentes, procurando intervir nos casos de doença e carência (física e psicológica), mas também nas situações de privação. Para tal ASDS possui nos seus quadros uma equipa técnica multidisciplinar. Está localizada na freguesia lisboeta da Penha de França.